# Lamoni
Lamoni ist eine Stadt (mit dem Status „City“) und größte Ortschaft des Decatur County im US-amerikanischen Bundesstaat Iowa. Das U.S. Census Bureau hat bei der Volkszählung 2020 eine Einwohnerzahl von 1.969 ermittelt.
In Lamoni befindet sich die Graceland University, welche ursprünglich durch die mormonische Gemeinschaft Christi gegründet wurde. Die Stadt wurde nach Lamoni benannt, einem pazifistischen König aus dem Buch Mormon.

## Geografie
Lamoni liegt im Süden Iowas, rund 3 km nördlich der Grenze zum Nachbarstaat Missouri. Der die Grenze zu Nebraska bildende Missouri River fließt rund 180 km westlich; rund 250 km östlich bildet der Mississippi die Grenze Iowas zu Illinois.
Die geografischen Koordinaten von Lamoni sind 40°37′22″ nördlicher Breite und 93°56′03″ westlicher Länge. Das Stadtgebiet erstreckt sich über eine Fläche von 8,91 km² und gehört keiner Township an.
Nachbarorte von Lamoni sind Grand River (26,9 km nördlich), Decatur City (19 km nordnordöstlich), Leon (24,7 km nordöstlich), Davis City (11,6 km östlich), Plesanton (21,3 km ostsüdöstlich), Blythedale in Missouri (19,8 km südlich), Eagleville (21,1 km südsüdwestlich) und Kellerton (19 km nordwestlich).
Die nächstgelegenen größeren Städte sind Iowas Hauptstadt Des Moines (134 km nordnordöstlich), Cedar Rapids (314 km nordöstlich), Iowa City (291 km ostnordöstlich), die Quad Cities in Iowa und Illinois (367 km in der gleichen Richtung), Peoria in Illinois (399 km östlich), Illinois’ Hauptstadt Springfield (447 km ostsüdöstlich), St. Louis in Missouri (498 km südöstlich), Kansas City in Missouri (186 km südsüdwestlich), Nebraskas größte Stadt Omaha (234 km westnordwestlich) und Sioux City (380 km nordwestlich).

## Verkehr
Der Interstate Highway 35, der hier die kürzeste Verbindung von Des Moines nach Kansas City bildet, verläuft in Nord-Süd-Richtung an der östlichen Stadtgrenze von Lamoni vorbei. Der U.S. Highway 69 führt als Hauptstraße durch Lamoni. Alle weiteren Straßen sind untergeordnete Landstraßen, teils unbefestigte Fahrwege sowie innerörtliche Verbindungsstraßen.
Mit dem Lamoni Municipal Airport befindet sich 3,7 km ostnordöstlich ein kleiner Flugplatz. Der nächste Verkehrsflughafen ist der Des Moines International Airport (120 km nördlich).

## Bevölkerung
Nach der Volkszählung im Jahr 2010 lebten in Lamoni 2324 Menschen in 770 Haushalten. Die Bevölkerungsdichte betrug 260,8 Einwohner pro Quadratkilometer. In den 770 Haushalten lebten statistisch je 2,25 Personen.
Ethnisch betrachtet setzte sich die Bevölkerung zusammen aus 88,6 Prozent Weißen, 5,7 Prozent Afroamerikanern, 0,6 Prozent amerikanischen Ureinwohnern, 1,1 Prozent Asiaten, 0,7 Prozent Polynesiern sowie 1,2 Prozent aus anderen ethnischen Gruppen; 2,0 Prozent stammten von zwei oder mehr Ethnien ab. Unabhängig von der ethnischen Zugehörigkeit waren 4,5 Prozent der Bevölkerung spanischer oder lateinamerikanischer Abstammung.
16,4 Prozent der Bevölkerung waren unter 18 Jahre alt, 68,1 Prozent waren zwischen 18 und 64 und 15,5 Prozent waren 65 Jahre oder älter. 50,3 Prozent der Bevölkerung waren weiblich.
Das mittlere jährliche Einkommen eines Haushalts lag bei 33.278 USD. Das Pro-Kopf-Einkommen betrug 14.918 USD. 22,0 Prozent der Einwohner lebten unterhalb der Armutsgrenze.

## Bekannte Bewohner
- Steven V. Carter (1915–1959) – demokratischer Abgeordneter des US-Repräsentantenhauses (1959) – besuchte die Schule in Lamoni
- David W. Hopkins (1897–1968) – republikanischer Abgeordneter des US-Repräsentantenhauses (1929–1933) – studierte an der Graceland Academy in Lamoni